# Azaguié
Azaguié è una città, sottoprefettura e comune della Costa d'Avorio, situata nel dipartimento di Agboville; conta una popolazione di 21 976 abitanti (censimento 2014).